# Felicity Johnson
Felicity Johnson is een golfprofessional uit Engeland.

## Amateur
Ala amateur had ze een topjaar in 2005. Ze won het Engelse Amateurkampioenschap, ze won de Spirit International en werd opgenomen in het team dat de Vigliano Trophy won. 

### Gewonnen
- 2005: Engelse Amateurkampioenschap, Spirit International

### Teams
- Vagliano Trophy: 2005 (winnaars)

## Professional
Felicity werd in oktober 2006 professional  en werd eenmaand later lid van de Ladies European Tour (LET). In 2009 behaalde zij haar eerste overwinning.

### Gewonnen
- 2009: Tenerife Ladies Open (-12) op de Golf Costa Adeje.
- 2011: Lacoste Ladies Open de France (-14) nadat ze Diana Luna in de play-off versloeg op de Paris International Golf Club.